# Piąty Kneset
Piąty Kneset – piąta kadencja parlamentu Izraela odbywająca się w latach 1961–1965.
Wybory odbyły się 15 sierpnia 1961, a pierwsze posiedzenie parlamentu miało miejsce 4 września 1961.

## Posłowie
Posłowie wybrani w wyborach:
| Partia                    | Posłowie |
| ------------------------- | --- |
| Mapai                     | Josef Almogi, Zalman Aran, Me’ir Argow, Ammi Asaf, Dawid Bar-Raw-Haj, Mosze Baram, Aharon Becker, Dawid Ben Gurion, Herzl Berger, Menachem Kohen, Jicchak Koren, Mosze Dajan, Amos Degani, Abba Eban, Josef Efrati, Lewi Eszkol, Josef Fischer, Akiwa Gowrin, Jisra’el Guri, Dawid Hakohen, Aszer Chasin, Awraham Herzfeld, Beba Idelson, Jisra’el Kargman, Jona Kese, Kadisz Luz, Golda Meir, Mordechaj Namir, Dewora Necer, Baruch Azanja, Szimon Peres, Dawid Petel, Pinchas Sapir, Mosze Sardines, Mosze Szaret, Bechor-Szalom Szitrit, Szemu’el Szoresz, Jizhar Smilanski, Rachel Cabari, Jisra’el Jeszajahu, Gijjora Joseftal, Chajjim Josef Cadok |
| Herut                     | Arje Altman, Binjamin Arditi, Binjamin Awni’el, Jochanan Bader, Menachem Begin, Arje Ben Eli’ezer, Chajjim Kohen-Meguri, Awraham Derori, Chajjim Landau, Nachum Lewin, Elijjahu Meridor, Ja’akow Meridor, Ester Razi’el-Na’or, Josef Szofman, Eli’ezer Szostak, Szabbetaj Szichman, Awraham Ti’ar |
| Partia Liberalna          | Zalman Abramow, Perec Bernstein, Beno Kohen, Idow Kohen, Rachel Kohen-Kagan, Jicchak Golan, Jizhar Harari, Jicchak Klinghoffer, Mosze Kol, Szelomo Perlstein, Elimelech Rimalt, Pinchas Rosen, Josef Sapir, Josef Serlin, Jehuda Sza’ari, Baruch Uzzi’el, Cewi Zimmerman |
| Narodowa Partia Religijna | Szelomo-Jisra’el Ben-Me’ir, Josef Burg, Micha’el Chazani, Aharon-Ja’akow Grinberg, Mordechaj Nurok, Jicchak Refa’el, Towa Sanhedraj, Binjamin Szachor, Chajjim Mosze Szapira, Mosze Unna, Zerach Warhaftig, Faridża Zu’arec |
| Mapam                     | Jisra’el Barzilaj, Mordechaj Bentow, Ja’akow Chazzan, Jusuf Chamis, Ja’akow Riftin, Chanan Rubin, Wiktor Szem-Tow, Emma Talmi, Me’ir Ja’ari |
| Achdut ha-Awoda           | Jigal Allon, Jisra’el Bar-Jehuda, Jicchak Ben Aharon, Mordechaj Bibi, Mosze Karmel, Jisra’el Galili, Rut Haktin, Nachum Nir |
| Maki                      | Szemu’el Mikunis, Mosze Sneh, Ester Wilenska, Me’ir Wilner, Taufik Tubi |
| Agudat Israel             | Szelomo-Ja’akow Gross, Izaak Meir Lewin, Szelomo Lorincz, Menachem Porusz |
| Po’alej Agudat Jisra’el   | Kalman Kahana, Ja’akow Kac |
| Współpraca i Braterstwo   | Dżabr Mu’addi, Dijab Ubajd |
| Postęp i Rozwój           | Ahmad az-Zahir, Iljas Nachla |

### Zmiany
Zmiany w trakcie kadencji:
| Następca             | Poprzednik              | Partia                    | Data                 |
| -------------------- | ----------------------- | ------------------------- | -------------------- |
| Emil Habibi          | Me’ir Wilner            | Maki                      | 9 października 1961  |
| Channa Lamdan        | Gijjora Joseftal        | Mapai                     | 23 sierpnia 1962     |
| Gidon Ben-Jisra’el   | Herzl Berger            | Mapai                     | 28 sierpnia 1962     |
| Josef Kusznir        | Chanan Rubin            | Mapam                     | 24 października 1962 |
| Szalom-Awraham Szaki | Mordechaj Nurok         | Narodowa Partia Religijna | 8 listopada 1962     |
| Mosze Kelmer         | Aharon-Ja’akow Grinberg | Narodowa Partia Religijna | 2 kwietnia 1963      |
| Mordechaj Zar        | Ammi Asaf               | Mapai                     | 17 maja 1963         |
| Aharon Goldstein     | Idow Kohen              | Partia Liberalna          | 11 listopada 1963    |
| Żenja Twerski        | Me’ir Argow             | Mapai                     | 24 listopada 1963    |
| Aharon Jadlin        | Żenja Twerski           | Mapai                     | 4 maja 1964          |
| Chalil-Salim Dżabara | Jicchak Ben Aharon      | Achdut ha-Awoda           | 11 maja 1964         |
| Josef Kremerman      | Awraham Derori          | Herut                     | 20 sierpnia 1964     |
| Mosze Aram           | Jisra’el Bar-Jehuda     | Achdut ha-Awoda           | 4 maja 1965          |
| Ari Ankorjon         | Mosze Szaret            | Mapai                     | 7 lipca 1965         |

## Historia
Piąty Kneset skoncentrował się nad nową polityką gospodarczą rządu, która dotyczyła stabilizacji rynku przy pomocy stałych cen oraz stałego kursu waluty. Wielu deputowanych otwarcie krytykowało politykę rządu.
Podczas debat pojawiła się kwestia dyskryminacji na tle etnicznego pochodzenia – społeczność Bnej Israel z Indii, której judaizm został zakwestionowany przez rabinat.
Zmianę polityki wewnętrznej względem mniejszości narodowych żyjących w Izraelu widać było w zniesieniu administracji wojskowej we wsiach druzyjskich.
Wiele zamieszania w Knesecie wywołał koniec rozprawy Adolfa Eichmana, sprawa współpracy niemieckich naukowców z Egiptem oraz utworzenie stosunków dyplomatycznych z Zachodnimi Niemcami.

### Dziesiąty rząd(1961–1963)
Dziesiąty rząd został sformowany przez Dawida Ben Guriona w dniu 2 listopada 1961.
Premier ustąpił 16 czerwca 1963 ze względów osobistych. Twierdził, że nie otrzymuje wystarczającego poparcia ze strony kolegów.

### Jedenasty rząd(1963–1964)
Jedenasty rząd został sformowany przez Lewiego Eszkola w dniu 26 czerwca 1963.
Premier ustąpił 15 grudnia 1964, w wyniku żądania Dawida Ben Guriona by specjalna komisja dochodzeniowa zbadała sprawę Lawona.

### Dwunasty rząd(1964–1965)
Dwunasty rząd został sformowany przez Lewiego Eszkola w dniu 22 grudnia 1964.
Rząd sprawował swoje obowiązki do czasu wyborów i sformowania się nowego rządu.